# 東武6050系電聯車
東武6050系電聯車（日语：／ Tōbu 6050-kei densha）是東武鐵道的列車。它是1985年（昭和60年）通過更新6000系所製造的雙門半交叉座椅列車。

## 概要
為了準備直達當時正在建設的野岩鐵道會津鬼怒川線，從1985年10月到1986年10月建造了22輛雙編組列車（モハ6150形（Mc）- クハ6250形（Tc））。後來在1988年增加了7編14輛車、高峰期有29編58輛車可供使用。
最初計劃使用6000系修改使其變成非内燃車，但是該系車輛為非空調車輛且設備老化，因此要通過建造新車（一部分車輛改造）來適應新綫路，於是決定製作。
在東武鐵道門戶網站上以6050型標記該車。
截止2023年只有四趟列車在運行。

## 全新車輛的生產
製造年份

## 形式和編成表

### 形式
モハ6150形（Mc）
開往淺草/南栗橋的受控電動車。配有主控裝置和受電弓。
クハ6250形（Tc）
東武日光・新藤原・会津田島的控制車輛。配備電動空氣壓縮機和輔助電源。列車內部，連接側設有廁所。

### 編成表
|              |              | ←淺草・南栗橋方向東武日光 ・新藤原 ・會津田島方向→ |                   |                 |
| 形式         | 形式         | モハ6150形 (Mc)                                    | クハ6250形 （Tc） | 更新 or 新造    |
| 搭載機器     | 搭載機器     | CON・PT                                            | MG・CP            | 更新 or 新造    |
| 自重         | 自重         | 40.0 t                                             | 34.0 t            | 更新 or 新造    |
| 定員（坐席） | 定員（坐席） | 150（72）                                          | 145（68）         | 更新 or 新造    |
| 車輛番號     | 東武         | 6151 ： 6172                                       | 6251 ： 6272      | 6000系 的改造車 |
| 車輛番號     | 東武         | 6173 ： 6176 6179                                  | 6273 ： 6276 6279 | 新造車          |
| 車輛番號     | 野岩         | 61101 61102 61103                                  | 62101 62102 62103 | 新造車          |
| 車輛番號     | 会津         | 61201                                              | 62201             | 新造車          |

## 634型「スカイツリートレイン」

### 形式和編成表

#### 形式
淺草方面的編成為モハ634-11・21和クハ634-12・22。6050系634型的車輛番號的新舊對照表如下
- モハ6177・6178→モハ634-11・21
- クハ6277・6278→クハ634-12・22

モハ634-01形（Mc）
開往淺草方向的受控電動車。配有主控裝置和受電弓。
クハ634-02形（Tc）
開往東武日光・新藤原・会津田島・太田・大宮的受控電動車。配備電動空氣壓縮機和輔助電源。列車內部，連接側設有廁所。

#### 編成表
|               | ←浅草方向東武日光 新藤原 ・會津田島 ・太田 ・大宮方向→ |                     |
| 形式          | モハ634-01形 （Mc）                                    | クハ634-02形 （Tc） |
| 搭載機器      | CON・PT                                                | MG・CP              |
| 車輛重量      | 46.3 t                                                 | 40.0 t              |
| 定員 （座席） | （30）                                                 | （29）              |
| 車輛番號      | 634-11 634-21                                          | 634-12 634-22       |